# Röthen (Fluss)
Die Röthen  (in Bayern: Röden) ist ein 25 Kilometer langer, linker Zufluss der Itz, der im südthüringischen Landkreis Sonneberg und oberfränkischen Landkreis Coburg verläuft.

## Name
Der Name leitet sich vom althochdeutschen *Rōtina ab und bedeutet „Rotbach“.

## Geographie

### Verlauf
Die Röthen entspringt in der Nähe der Wiefelsburg, einem zwischen Steinach und Hämmern gelegenen Einödgehöft. Von der Quelle auf der Südabdachung des Thüringer Schiefergebirges im Landkreis Sonneberg fließt die Röthen durch das Naturschutzgebiet Röthengrund nach Süden, dann durchfließt sie die Stadt Sonneberg und überquert die Landesgrenze zum bayerischen Oberfranken. 
In Oberfranken ändert sich die amtliche Schreibweise zu Röden, die itzgründischen Aussprache Rüed'n [ˈrʏədn] bleibt aber gleich.  Die Röden fließt durch Neustadt und Rödental und mündet dort auf einer Höhe von etwa 305 m ü. NHN von links in die Itz.

### Zuflüsse
Von der Quelle zur Mündung. Auswahl.
- Gunnersbach (rechts)
- Langenbach (links)
- Wöhnbach (rechts)
- Ellerbach (links)
- Glasbach (links)
- Hallwasser (rechts)
- Meilschnitz (rechts)
- Rottenbachgraben (rechts)
- Neuwiesengraben (rechts)
- Kemmatener Graben (links)
- Kehlgraben (Röthen) (rechts)
- Stammbachsgraben (rechts)
- Rabersbach (links)
- Aalgraben (rechter Teilungslauf)
- Wohlsbach (rechts; Abzweig der Itz)